# Axel Thue
Axel Thue (19 de fevereiro de 1863 — 7 de março de 1922) foi um matemático norueguês, conhecido por seus trabalhos originais na aproximação diofantina e na análise combinatória.
Iniciou seus trabalhos em 1914 com o famoso problema da palavra ou problema de Thue, que era muito próximo do problema de halting. Seus trabalhos iniciais na matemática forneceram uma solução formal para o cubo de Rubik (por meio dos grupos de combinação de transformações).